# Bojan Šaranov
Bojan Šaranov (Vršac, Voivodina, RFS de Yugoslavia; 22 de octubre de 1987) es un futbolista serbio. Juega de portero y su equipo actual es el Lamia FC de la Superliga de Grecia.

## Selección nacional
Debutó con la selección de Serbia el 3 de junio de 2011, como titular en la derrota de visita por 1-2 ante Corea del Sur.

## Clubes
| Club                 | País       | Año           |
| -------------------- | ---------- | ------------- |
| OFK Beograd          | Serbia     | 2004-2011     |
| FK Mačva Šabac       | Serbia     | 2005-2007     |
| FK Bežanija          | Serbia     | 2007          |
| FK Rudar Pljevlja    | Montenegro | 2008          |
| Maccabi Haifa        | Israel     | 2011-2014     |
| Ergotelis de Creta   | Grecia     | 2015          |
| Partizán de Belgrado | Serbia     | 2016          |
| Qarabağ              | Azerbaiyán | 2016-2017     |
| FK Zemun Belgrado    | Serbia     | 2017          |
| FK Radnički Niš      | Serbia     | 2018          |
| Lamia FC             | Grecia     | 2018-2019     |
| Fatih Karagümrük SK  | Turquía    | 2019-2020     |
| Lamia FC             | Grecia     | 2021-presente |

## Palmarés

### Títulos nacionales
| Título                     | Club     | País       | Año     |
| -------------------------- | -------- | ---------- | ------- |
| Copa de Serbia             | Partizan | Serbia     | 2015-16 |
| Liga Premier de Azerbaiyán | Qarabağ  | Azerbaiyán | 2016-17 |
| Copa de Azerbaiyán         | Qarabağ  | Azerbaiyán | 2016-17 |